# 贝洛坎波
贝洛坎波是巴西巴伊亚州的一个市镇。总面积608.594平方公里，总人口15232人，人口密度25人/平方公里。